# Wolfbiker
Wolfbiker is het zesde album van Evergreen Terrace en kwam in 2007 uit. Het was hun eerste album op Metal Blade Records.

## Track listing
1. Bad Energy Troll - 2:35
2. High Tide Or No Tide - 3:06
3. Wolfbiker - 2:41
4. Chaney Can't Quit Riff Like Helmet's Page Hamilton - 4:40
5. Where There Is Fire We Will Carry Gasoline - 3:26
6. Rip This! - 2:41
7. Starter - 3:39
8. To The First Baptist Church Of Jacksonville - 4:59
9. Rolling Thunder Mental Illness - 1:27
10. The Damned - 5:34